# Anahita pygmaea
Anahita pygmaea är en spindelart som beskrevs av Benoit 1977. Anahita pygmaea ingår i släktet Anahita och familjen Ctenidae.
Artens utbredningsområde är Elfenbenskusten. Inga underarter finns listade i Catalogue of Life.